# Zizik, Quba
Zizik là một làng đô thị thuộc vùng Quba của Azerbaijan.  Có dân số là 1,588 người.